# 乙酸异丙酯
乙酸异丙酯，结构式為CH3C(O)OCH(CH3)2。

## 性质
有水果香味的无色透明液体。易燃，易爆，易挥发。微溶于水，与醇、醚、酮等多种有机溶剂混溶。能很好地溶解多种合成树脂。

## 制备
由乙酸与异丙醇在硫酸催化下进行酯化，再经中和、脱水和精馏而得。

从乙酸与异丙醇制取乙酸异丙酯。

{\displaystyle \ CH_{3}COOH+(CH_{3})_{2}CHOH\ {\xrightarrow {H_{2}SO_{4}}}\ }{\displaystyle \ CH_{3}COOCH(CH_{3})_{2}+H_{2}O}

## 用途
用作硝基纤维素、乙基纤维素、聚苯乙烯、甲基丙烯酸酯树脂、印刷油墨和有机合成反应的溶剂。也用作脱水剂、医药工业中的萃取剂和香料组分。